# Schnitzler János
Schnitzler János (Nagykanizsa, 1835. április 10. – Bécs, 1893. május 2.) orvosdoktor, egyetemi tanár.

## Életútja
Orvosi tanulmányait Pesten és Bécsben végezte, ahol 1860-ban orvosdoktorrá avatták. 1863-64-ben Oppolzer asszisztense volt; 1865-ben a bécsi egyetemen magántanár, 1878. szeptember 12-től címzetes, 1880-től rendes tanára lett a gégegyógyászatnak és 1882-ben császári és királyi kormánytanácsossá neveztetett ki. 1860-ban alapította (Markbreiter Fülöppel együtt) a Wiener Medicinische Presse-t, melyet 1886-ig szerkesztett. 1887-ben az Internationale klinische Rundschau és 1890-ben a Klinische Zeit- und Streifragen című lapokat indította meg. Különösen a lélegzőszervek betegségeinek tanulmányozásával foglalkozott, s kiváló érdemeket szerzett a gége- és tüdőbetegségek kezelésének tanulmánya által. Több érdemrend tulajdonosa és tudós társaságok tagja volt.
Cikkeit Eisenberg felsorolja.

## Nevezetesebb munkái
- Die pneumatische Behandlung der Lungen- und Herzkrankheiten. Wien, 1875. (2. kiadás. Uo. 1877.)
- Ueber Laryngoskopie und Rhinoskopie und ihre Anwendung in der ärztlichen Praxis. Uo. 1879.
- Ueber Lungensyphilis und ihr Verhältniss zur Lungenschwindsucht. Uo. 1880.